# Hubert Joly
Hubert Joly (Hubert, Bernard Daniel Joly), né le 11 août 1959 à Laxou, est un administrateur de sociétés français. Il a notamment été le président directeur général de l'entreprise américaine Best Buy de 2012 à 2019.
Originaire de Nancy, il est diplômé de HEC Paris et de Sciences Po Paris (1983). À sa sortie, à 22 ans, il devient assistant de Jacques Mayoux président directeur général de la société de sidérurgie Sacilor.
En 2018, il est classé par la revue américaine Harvard Business Review parmi les 100 patrons les plus performants au monde.

## Biographie
Après ses études à HEC et Sciences Po Paris, il passe 13 ans à McKinsey, de 1983 à 1996, comme consultant puis comme directeur associé dans diverses capitales (San Francisco, Tokyo, New York, Paris). Il devient ensuite président d'EDS France de 1996 à 1999 et s'intéresse désormais à la transformation de l'entreprise grâce aux nouvelles technologies.
Il est directeur général de Havas Interactive (Vivendi Games) de 1999 à 2001, puis sera membre de l'équipe de direction de Vivendi Universal jusqu'en 2004, participant au sauvetage du groupe.
En 2004, il devient président (CEO) de Carlson Wagonlit Travel, puis en 2008 président (CEO) du groupe Carlson jusqu'en 2012. Il devient alors PDG de Best Buy, société en difficulté, qu'il redresse en s'intéressant notamment à l'aspect humain du groupe. Il confie la direction exécutive en 2019 à Corie Barry, tout en restant président du conseil d'administration jusque juin 2020.

## Opinions personnelles et sponsoring
Son leitmotiv est de remettre l'homme au centre de l'entreprise. Il veut former les managers pour qu'ils trouvent un sens à leur action, sous-entendu un sens non strictement capitaliste. Il finance la création de la Joly Family Purposeful Leadership Chair (chaire de management avec prise de sens) à HEC Paris, créée le 4 juillet 2018.
Il s'intéresse aussi à la musique et au développement des relations commerciales entre la France et les États-Unis.